# Naftalè policlorat

Estructura de 2,3,6,7-Tetracloronaftalen

Els naftalens policlorats (PCN) són compostos lipòfils, volàtils, molt poc solubles en aigua i molt solubles en dissolvents orgànics. Una part dels PCN se sintetitzen intencionadament per les seves aplicacions a la indústria; d'altres es formen com a subproductes o com a resultat de determinats processos de combustió. Les principals fonts d'emissió ambiental són la incineració de residus i l'abocament directe dels productes que els contenen.

## Exposició humana
La principal via d'exposició als PCN és la laboral. Tanmateix, malgrat que encara es disposa de poques dades sobre ingesta de PCN a través de la dieta, en estudis realitzats de caràcter mediambiental s'han observat evidències de bioacumulació de PCN en peix (especialment de tetra i pentacloronaftalens).